# Irma Kozina
Irma Marzena Kozina (ur. 1964 w Suchej Beskidzkiej) – polska historyczka sztuki, do 2017 adiunkt na Uniwersytecie Śląskim, następnie profesor Akademii Sztuk Pięknych w Katowicach. W grudniu 2021 uzyskała tytuł profesora z nadania Prezydenta RP. Od 2024 przebywa na emeryturze.

## Życiorys
Ukończyła studia w Instytucie Historii Sztuki Uniwersytetu Jagiellońskiego. W latach 1988–2017 pracowała w Wydziale Nauk Społecznych Uniwersytetu Śląskiego (obecnie jako profesor uczelni w Zakładzie Teorii i Historii Sztuki Akademii Sztuk Pięknych w Katowicach). Stopień doktora uzyskała w 1996 na Uniwersytecie Wrocławskim, natomiast stopień doktora habilitowanego w 2007 na Uniwersytecie Warszawskim na podstawie wydanej dwa lata wcześniej publikacji Chaos i uporządkowanie. Dylematy architektoniczne na przemysłowym Górnym Śląsku w latach 1763–1955. W grudniu 2021 roku nadano jej tytuł profesora nauk humanistycznych.
Specjalizuje się w badaniach nad sztuką i urbanistyką Śląska, historią designu i sztuką współczesną. Działaczka społeczna, m.in. pomysłodawczyni demonstracji przeciwko niszczeniu starego dworca w Katowicach. Wraz z Tomaszem Malkowskim broniła też „kielichów Brutala” (modernistycznego dworca katowickiego zaprojektowanego przez trio warszawskich „Tygrysów”).
Autorka publikacji poruszających tematykę sztuki i historii Górnego Śląska.
Kuratorka wystaw, m.in. „Księżniczki i dziewczyny” w Muzeum Miejskim w Tychach (wspólnie z drem Patrykiem Oczko), 14.05-16.10.2021; „Antypody. Wobec dyskursu władzy” w Galerii Szyb Wilson w Katowicach (wspólnie z Moniką Pacą-Bross), 10.04-1.08.2024 czy „Czerwona Plamka infusorium" w galerii Rondo Sztuki w Katowicach, 7.02-9.03.2025. 
Uhonorowana Nagrodą im. ks. Augustina Weltzla „Górnośląski Tacyt” za 2012 (nagrodzona za publikację Ikony dizajnu w województwie śląskim) oraz odznaką honorową „Zasłużony dla Kultury Polskiej” w 2018 roku, laureatka Śląskiej Nagrody Naukowej w 2020 roku. W 2024 roku przyznano jej brązowy medal Zasłużony Kulturze "Gloria Artis".

## Wybrana bibliografia
- Pałace i zamki na pruskim Górnym Śląsku w latach 1850–1914 (wyd. Muzeum Śląskie w Katowicach, 2001)
- Chaos i uporządkowanie. Dylematy architektoniczne na przemysłowym Górnym Śląsku w latach 1763–1955 (Wydawnictwo Uniwersytetu Śląskiego, 2005)
- Art déco (wyd. SBM, 2013)
- Ikony dizajnu w województwie śląskim (wyd. Design Silesia, 2013)
- Polski design (wyd. SBM, 2015)
- Historia mody. Od krynoliny do mini, (wyd. SBM 2017)
- Ikony architektury w województwie śląskim (wyd. Muzeum Śląskie 2019)
- Wzornictwo dwudziestolecia (wyd. NCK 2025)